# Nonvilliers-Grandhoux
Nonvilliers-Grandhoux è un comune francese di 412 abitanti situato nel dipartimento dell'Eure-et-Loir nella regione del Centro-Valle della Loira.

## Società

### Evoluzione demografica
Abitanti censiti